# Phoebe Cates
Belle Phoebe Katz, nascuda a la ciutat de Nova York, Estat de Nova York, Estats Units el dia 16 de juliol de 1963, i coneguda com a Phoebe Cates, és una actriu estatunidenca que va assolir el seu millor moment de popularitat durant la dècada dels vuitanta, sobretot per les seves interpretacions a les pel·lícules Fast Times at Ridgemont High, Paradise i Gremlins.

## Biografia
Belle Phoebe Katz nasqué a la ciutat de Nova York, filla de Lily i del traspassat director de Televisió i productor Joseph Cates (originalment Joseph Katz). El seu oncle és el productor i director Gilbert Cates, i va tenir com a padrastre Naify Marshall, un criador de cavalls. Té dues germanes, Valerie i Alexandra. L'avi matern de Phoebe era d'ascendència xinesa i filipina, la mare filipina, i el seu pare i la seva àvia materna eren d'origen rús jueu. Phoebe es va educar a la Professional Children's School i a la Juilliard School, on també va estudiar interpretació.

## Carrera
El primer treball de Cates va ser com a model per a la revista Seventeen. Després va fer de mainadera en una escola bressol de Nova York.
Cates va debutar a la pel·lícula romàntica Paradise on, en contrast amb la timidesa de Brooke Shields a la similar El llac blau (The Blue Lagoon) del 1980, na Phoebe mostra un nu generós. Aquell mateix any va assolir una certa reputació de mite sexual el 1982 arran del seu paper d'"adolescent popular" a Fast Times at Ridgemont High, particularment per l'escena de topless en la qual llença el seu biquini amb un moviment lent de càmera (slow motion) durant una fantasia sexual del personatge interpretat per Judge Reinhold, escena que convertí la pel·lícula en una cinta de culte de la dècada del 1980. En un article de la revista People, Cates va dir que ella havia expressat reserves sobre el seu primer nu a Paradise al seu pare, el qual li va aconsellar que actués sempre de manera que se sentís en tot moment honesta amb la seva carrera i amb els beneficis econòmics que en pogués obtenir. A la revista esmentada es poden llegir les seves paraules: «jo només tenia disset anys quan vaig fer les meves escenes de nus a Paradise. Van ser complicades perquè no eren fàcilment justificables. En canvi l'escena de topless a Fast Times at Ridgemont High va ser divertida i, per tant, em va resultar més fàcil».
Els seus següents papers van ser més modestos però seguien en gran part orientats a audiències joves, com el d'una noia jove amb un tarannà mescla d'innocència, trapelleria, sensualitat i erotisme, a la pel·lícula Private School (1983).
Després és convocada per Steven Spielberg per a aparèixer a Gremlins de 1984 (la que seria la seva pel·lícula més taquillera), on aborda un rol bastant diferent, en una cinta amb moments d'acció i de drama.
Fou elegida per la revista Harper's Bazaar com una de les deu dones més belles del 1984.
Aquell any va debutar al teatre als escenaris off-Broadway, amb l'obra The Nest of the Wood Grouse. A aquest treball li van seguir d'altres de destacats com Rich Revelations (de David Henry Hwang, al Second Stage Theatre, el 1985), The Sea Gull, Molt soroll per no res i Romeu i Julieta.
Els seus films posteriors van ser més discrets a nivell comercial, com el drama sobre la drogoaddicció en ambients d'alt stànding Bright Lights, Big City (Nits de neó), al costat de Michael J. Fox i Kiefer Sutherland o la comèdia dramàtica generacional Shag (1989), on va tenir com a companyes de repartiment a Annabeth Gish i Bridget Fonda.
A Drop Dead Fred de 1991, el seu paper és el d'una noia tímida que es retroba amb el seu amic imaginari de la infantesa.
El seu rostre va aparèixer a les portades de revistes d'adolescents com Seventeen, Tiger Beat, Teen Beat i altres.
El 1990, ja casada amb Kevin Kline, tornà a coincidir amb Zach Galligan a Gremlins 2: The New Batch, seqüela menys reeixida que també va comptar amb la direcció de Joe Dante. Després va aparèixer fugaçment a la comèdia negra I Love You to Death (T'estimo fins a la mort) de Lawrence Kasdan, protagonitzada per Kevin Kline, Tracey Ullman, Joan Plowrright, River Phoenix, Keanu Reeves i William Hurt.
El 1991, li van proposar d'aparèixer a Father of the Bride (El pare de la núvia), però va haver de cedir el seu paper a Kimberly Williams-Paisley, ja que es trobava embarassada del seu fill Owen.
El 1993 va participar en el drama romàntic independent Bodies, Rest and Motion, amb Briget Fonda, Eric Stolz i Tim Roth completant el repartiment. Un any més tard va ser la protagonista de la comèdia britànica d'època La princesa Caraboo (Princess Caraboo), on va ser secundada per Jim Broadbent, Kevin Kline, John Lithgow i Stephen Rea. Després d'aquesta pel·lícula va decidir retirar-se de les pantalles per a exercir com a mare de la seva segona filla Greta, nascuda el 1994, mentre que Kevin Kline va prosseguir la seva carrera cinematogràfica gairebé sense descans.
El 1996 va ser la narradora del premiat curt documental The Flame, una pel·lícula sobre l'organització sense ànim de lucre Heifer International.
No va ser fins al 2001 quan va tornar a les pantalles amb la comèdia independent The Anniversary Party, dirigida i protagonitzada per la seva amiga Jennifer Jason Leigh en col·laboració amb l'actor Alan Cumming. Phoebe va participar en el film al costat del seu marit i fills, i aquest ha estat el seu últim treball fins a la data.

## Vida personal
El 1989, l'actriu es va casar amb Kevin Kline, a qui va conèixer durant unes audicions per a la pel·lícula The Big Chill, de Lawrence Kasdan, que finalment guanyaria Meg Tilly. Kline i Cates tenen la seva llar a Manhattan, i tenen dos fills, Owen Kline, nascut el 1991 (que el 2005, va rebre molt bones crítiques per la seva actuació a The Squid and the Wale), i Greta Kline, nascuda el 1994. Owen i Greta van aparèixer també a la pel·lícula The Anniversary Party (2001), un drama escrit i dirigit per l'actor escocès Alan Cumming i la millor amiga en la vida real de Cates en els últims vint-i-cinc anys, la coprotagonista de Fast Times at Ridgemont High Jennifer Jason Leigh. A la pel·lícula Cates interpretava una actriu de Hollywood que es retira per a ser mare a temps complet.
Diversos familiars seus són coneguts en el món de l'espectacle: a més del seu espòs Kevin Kline, també el seu pare, el productor Joseph Cates, i el seu oncle, el director i productor Gilbert Cates. A més els seus fills ja han començat a treballar en el cinema. Actualment na Phoebe està distanciada de la seva mare.
Pràcticament retirada de la vida d'actriu, actualment la seva activitat principal se centra al món de la moda. El 2005, Cates va obrir la seva pròpia botiga anomenada Blue Tree a la Madison Avenue de Nova York.
L'1 de desembre del 2005 va néixer la seva tercera filla: Autumn Belle Kline.

## Filmografia
- Fast Times at Ridgemont High (1982)
- Paradís (Paradise) (1982)
- Baby Sister (1983, TV)
- Private School (1983)
- Lace (1984)
- Gremlins (1984)
- Lace II (1985, TV)
- Date with an Angel (1987)
- Nits de neó (Bright Lights, Big City) (1988)
- Heart of Dixie (1989)
- Shag (1989)
- Largo desolato (1990)
- T'estimo fins a la mort (I Love You to Death) (1990)
- Gremlins 2: la nova generació (Gremlins 2: The New Batch) (1990)
- Drop Dead Fred (1991)
- Bodies, Rest and Motion (1993)
- Princess Caraboo (La princesa Caraboo) (1994)
- The Anniversary Party (2001)

## Curiositats
Na Phoebe va ser la intèrpret de la cançó Paradise, tema central de la pel·lícula homònima. També cantà dues cançons de la banda sonora de Private School.
Willie Aames, el coprotagonista de Paradise, havia treballat a la sèrie de televisió del 1977 Eight is Enough.
A Fast Times at Ridgemont High podem veure els inicis professionals d'actors de la talla de Sean Penn, Judge Reinhold i Jennifer Jason Leigh.
Cates i la seva llegendària escena a la piscina Fast Times at Ridgemont High són el tema de la cançó Phoebe Cates de Fenix*TX, que va aparèixer a la comèdia adolescent American Pie 2.
El creador de còmics japonès Izumi Matsumoto es va inspirar en la seva imatge per a crear el personatge de Ayukawa Madoka (Sabrina), pertanyent a la seva sèrie Kimagure Orange Road (Johnny i els seus amics).